# Lord Strange’s Men
Die Lord Strange’s Men waren eine Theatertruppe des Elisabethanischen Zeitalters, bestehend aus Gefolgsleuten Ferdinando Stanleys, welcher den Titel Baron Strange innehatte (gesprochen: strang). Bekannter wurden sie erst am Ende ihrer Karriere zu Ende der 1580er und zu Beginn der 1590er Jahre. Als Stanley am 25. September 1593 den Titel seines Vaters erbte, benannte sich die Truppe um in Earl of Derby’s Men.

## Geschichte

### Anfänge
Ensembles unter diesem Namen gab es schon in den 1560er und 1570er Jahren. Auch der Vater Ferdinandos, Henry Stanley, 4. Earl of Derby, beschäftigte bereits eigene Schauspieler vor und nach 1582, dem Jahr des Erhalts seines Adelstitels. Eine weitere Ensemblezusammenstellung war in den 1580er Jahren (1580/81, 1583, 1585/86) am königlichen Hof aktiv. Wobei das wörtlich zu nehmen ist: Sie waren eine Truppe von Akrobaten unter der Leitung von John Symons, genannt „der Tumbler“. 1588 wurde die Truppe neu aufgestellt: Symons und die anderen Akrobaten verließen das Ensemble, um zu den Queen Elizabeth’s Men, einer konkurrierenden Truppe, zu wechseln. Die Lord Strange’s wandelten sich nun zu einer Schauspielkompanie; William Kempe, Thomas Pope und George Bryan, die späteren Mitglieder der berühmten Lord Chamberlain’s Men, der Truppe um William Shakespeare, könnten dazu gehört haben.
Im November 1589 gerieten sie als sogenannte Anti-Martinisten in den Sog der Marprelate-Kontroverse und der Lord Mayor of London verbot der Truppe weitere Theateraufführungen innerhalb der Stadt abzuhalten. Sich dem Verbot widersetzend traten sie sogleich am 5. November im Cross(e) Keys Inn auf, einem Londoner Gasthof in der Gracechurch Street (diese, heute abgegangene, Herberge befand sich gegenüber dem Haupteingang des Leadenhall Market). Es ist anzunehmen, dass noch in jener Nacht einige Mitglieder im Gefängnis landeten. Das Cross Keys Inn wurde hernach zu einem der bevorzugten Spielorte der Lord Strange’s Men.

### Ab 1590
Die Truppe war von 1590 bis 1597 mit den Lord Admiral’s Men assoziiert; im Winter 1591 gaben die Strange’s Men sechs Aufführungen am Hofe. Sie traten auch im The Theatre auf und womöglich auch am Curtain Theatre. Eines ihrer Stücke ist zusammen mit der Besetzungsliste erhalten geblieben: In The Seven Deadly Sins spielten Richard Burbage, William Sly, Richard Cowley und Augustine Phillips mit.
Zwischen Februar und Juni 1592 arbeiteten sie am Philip Henslowes Rose Theatre, wo sie ein Repertoire von 23 Theaterstücken gaben, darunter eines oder mehrere Teile der shakespearschen Trilogie Heinrich VI.. Es wurde erstmals am 3. März 1592 aufgeführt und war ein großer Kassenerfolg. Es wurde danach noch 13 Nal aufgeführt. Ein weiteres Stück war A Knack to Know a Knave, erstmals am 10. Juni 1592 zur Aufführung gebracht. Der Autor ist unbekannt, möglicherweise stammt es aus der Feder von Robert Greene, George Peele oder Thomas Nashe. Seit einiger Zeit wird auch Shakespeare als Autor ins Spiel gebracht.
Die Strange’s Men gaben im Winter 1592/93 noch drei Vorstellungen am Hofe, als am 28. Januar 1593 in London die Beulenpest ausbrach. Die Seuche brachte nahezu den gesamten Theaterbetrieb in der Hauptstadt zum Erliegen.
Ein Ensemble, das sich aus Mitgliedern der Strange’s und Admiral’s zusammensetzte, angeführt von Edward Alleyn, tourte in den Jahren 1593/94 überland, wobei sie Station in Kent, Southampton, Bath, Bristol, Shrewsbury und möglicherweise auch in York und Chester machten. Auch in Leicester und Coventry traten sie auf.
Als die Truppe im April 1594 in East Anglia und Hampshire unterwegs war, ereilte sie die Nachricht des Todes ihres Patrons, Ferdinando Stanley. Sie kehrten einen Monat später nach London zurück, zudem auch die Pesterkrankungen dort zurückgingen. Die Kompanie erfuhr eine radikale Neuorganisation: viele Mitglieder verließen die Truppe und formten eine neue Vereinigung unter der Patronage von Lord Hunsdon, der in England die Funktion des Lord Chamberlains innehatte. Unter dem Namen Lord Chamberlain’s Men sollte die Truppe mit ihren namhaften Mitgliedern William Shakespeares und Richard Burbage kurze Zeit später in die Kulturgeschichte eingehen.

## Derby’s Men
Der verbliebene Teil des vormaligen Ensembles arbeitete unter dem Namen Derby’s Men weiter, welchen sie bereits seit dem Vorjahr trugen. Hier war der Schirmherr William Stanley, 6. Earl of Derby. Die Derby’s Men konzentrieren ihre Tätigkeit auf Tourneen durch die Provinzen außerhalb Londons. Dies taten sie bis zu ihrer Auflösung 1618; Allerdings gaben sie auch, unter Leitung des Schauspielers Robert Browne, Darbietungen in London; darunter vier Auftritte am Hof in den Jahren 1600 und 1601.